# 6009 Yuzuruyoshii
A 6009 Yuzuruyoshii (ideiglenes jelöléssel (6009) 1990 FQ1) a Naprendszer kisbolygóövében található aszteroida. Eleanor F. Helin fedezte fel 1990. március 24-én.